# Platygaster subterranea
Platygaster subterranea är en stekelart som först beskrevs av Jean-Jacques Kieffer 1916.  Platygaster subterranea ingår i släktet Platygaster och familjen gallmyggesteklar. Inga underarter finns listade i Catalogue of Life.